# Hana to Alice satsujin jiken
Hana to Alice satsujin jiken (jap. 花とアリス殺人事件) – japoński film animowany z 2015, poprzedzający fabularnie film aktorski Hana to Alice z 2004. Reżyserem i autorem scenariusza był Shunji Iwai.
Film zdobył Brązową Nagrodę Publiczności w kategorii Najlepszy Pełnometrażowy Film Animowany na Fantasia International Film Festival w 2015 oraz Nagrodę Znakomitości na Japan Media Arts Festival w 2016. Produkcja była również nominowana w kategorii Najlepszy Film Animowany na Międzynarodowym Festiwalu Filmowym w Szanghaju w 2015 oraz w kategorii Najlepszy Film Pełnometrażowy na Międzynarodowym Festiwalu Filmów Animowanych w Annecy w 2015.
Na podstawie filmu powstała manga zilustrowana przez Seimana Dōmana, która ukazywała się w magazynie „Yawaraka Spirits” wydawnictwa Shōgakukan od 16 lutego do 27 lipca 2015.